# 주안역
주안(인천사랑병원)역(Juan(Incheon Sarang Hospital)Station, 朱安(仁川사랑病院)驛)은 인천광역시 미추홀구 주안동에 있는 경인선 상 수도권 전철 1호선과 인천 도시철도 2호선의 전철역이며 환승역이다. 경인선(1호선)의 역은 주안염전의 소금 운송을 위하여 1910년 개통했다. 과거 인하대학교라는 부기역명이 있었으나, 실제로 인하대학교·인하공업전문대학과는 버스로 15 ~ 30분 거리로 상당히 멀리 떨어져 있으며, 2016년 2월 27일 수인선에 인하대역이 개통되면서 부기역명이 삭제되었다. 과거 일부 수도권 전철 1호선 전철이 종착하기도 하였으며, 비상상황 발생시 열차가 이 곳에서 회송하기도 한다. 인천 도시철도 2호선 주안역의 부역명은 인천사랑병원이다.

## 연혁
- 1910년 10월 21일: 보통역으로 영업 개시[2]
- 1974년 8월 15일: 수도권 전철 1호선 개통과 함께 전철역이 됨
- 1994년 4월 22일: 주인선 폐선
- 2002년 3월 15일: 경인선 부평역 - 주안역 간 복복선 개통과 함께 급행열차 정차 개시
- 2004년 9월 1일: 화물 취급 중지[3]
- 2009년 12월 1일: 철도승차권 단말기 철거
- 2016년 7월 30일: 인천 도시철도 2호선 개통과 함께 환승역이 됨[4]
- 2017년 7월 7일: 수도권 전철 1호선 경인선 구간 특급 운행 개시

## 역 구조

### 배선도
주안역과 경인선의 배선도는 다음과 같다. 급행은 내선, 완행은 외선을 이용한다.

### 수도권 전철 1호선승강장
2면 4선의 쌍섬식 승강장을 갖추고 있고, 모든 승강장에 스크린도어가 설치되어 있다. 출구는 4개이다. 선상역사 (부평 방향)에서는 버스환승센터 (주안역 광장)로 통하며, 지하역사에서는 북부역 쪽으로는 1개의 출구가, 남부역으로는 3개의 출구가 있다. 선상역사에 수봉도서관 도서자동화기기가 있다.
| ↑ 간석             |
| \| １２ \| ３４ \| |
| 도화 ↓             |

| 1 | ● 수도권 전철 1호선 | 부천 · 구로 · 용산 · 광운대 · 연천 방면                    |
| 2 | ● 수도권 전철 1호선 | 동암 · 부평 · 부천 · 구로 · 영등포 · 용산 방면 (급행•특급) |
| 3 | ● 수도권 전철 1호선 | 제물포 · 동인천 방면 (급행•특급)                           |
| 4 | ● 수도권 전철 1호선 | 도화 · 제물포 · 도원 · 동인천 · 인천 방면                  |

### 인천 도시철도 2호선승강장
2면 2선의 곡선 상대식 승강장을 가지고 있으며, 스크린도어가 설치되어 있다.
| 주안국가산단 ↑ |
| \| 상          |
| ↓ 시민공원     |

| 상행 | ● 인천 도시철도 2호선 | 인천가좌 · 석남 · 서구청 · 아시아드경기장 · 검암 · 검단오류 방면 |
| 하행 | ● 인천 도시철도 2호선 | 시민공원 · 만수 · 남동구청 · 인천대공원 · 운연 방면              |

- 대합실을 통해 반대편 승강장으로 이동이 가능하다.

## 역 주변
본역 및 남부 출구
- 주안1동
- 인천석암초등학교
- 경인지방 식품의약품안전청
- 인천가정법원
- 인천지방법원 등기국
- 주안1동 파출소
- 주안공원
- 인천사랑병원
- 경인고속도로 도화 나들목
- 석암지하차도
- 남인천방송

지하역 북부 출구
- 주안5동
- 인천주안북초등학교
- 한국폴리텍Ⅱ대학 남인천캠퍼스
- 간석4동
- 주안5동행정복지센터
- CGV 주안
- 가좌동
- 주안북부점 국민은행

## 이용객 변동
| 노선  | 노선 | 일평균 인원수 (명/일) | 일평균 인원수 (명/일) | 일평균 인원수 (명/일) | 일평균 인원수 (명/일) | 일평균 인원수 (명/일) | 일평균 인원수 (명/일) | 일평균 인원수 (명/일) | 일평균 인원수 (명/일) | 일평균 인원수 (명/일) | 일평균 인원수 (명/일) | 각주                  | 각주                  | 각주  |
| 노선  | 노선 | 2000년                | 2001년                | 2002년                | 2003년                | 2004년                | 2005년                | 2006년                | 2007년                | 2008년                | 2009년                | 각주                  | 각주                  | 각주  |
| ----- | ---- | --------------------- | --------------------- | --------------------- | --------------------- | --------------------- | --------------------- | --------------------- | --------------------- | --------------------- | --------------------- | --------------------- | --------------------- | ----- |
| 1호선 | 승차 | 30,071                | 35,356                | 38,892                | 41,651                | 31,040                | 31,103                | 29,985                | 30,079                | 30,257                | 29,746                | [ 5 ]                 | [ 5 ]                 | [ 5 ] |
| 1호선 | 하차 | 28,968                | 34,107                | 39,327                | 40,304                | 31,022                | 31,409                | 29,853                | 30,163                | 30,603                | 29,945                | [ 5 ]                 | [ 5 ]                 | [ 5 ] |
| 노선  | 노선 | 일평균 인원수 (명/일) | 일평균 인원수 (명/일) | 일평균 인원수 (명/일) | 일평균 인원수 (명/일) | 일평균 인원수 (명/일) | 일평균 인원수 (명/일) | 일평균 인원수 (명/일) | 일평균 인원수 (명/일) | 일평균 인원수 (명/일) | 일평균 인원수 (명/일) | 일평균 인원수 (명/일) | 일평균 인원수 (명/일) | 각주  |
| 노선  | 노선 | 2010년                | 2011년                | 2012년                | 2013년                | 2014년                | 2015년                | 2016년                | 2017년                | 2018년                | 2019년                | 2020년                | 2021년                | 각주  |
| 1호선 | 승차 | 31,818                | 32,888                | 32,230                | 31,662                | 31,576                | 30,848                | 28,477                | 25,446                | 24,230                | 23,788                | 16,513                | 16,296                | [ 5 ] |
| 1호선 | 하차 | 31,909                | 32,905                | 32,189                | 31,661                | 31,704                | 30,905                | 28,396                | 25,472                | 24,293                | 23,751                | 16,346                | 16,154                | [ 5 ] |

## 인접한 역
| 경인선                          | 경인선                                             | 경인선                  |
| ------------------------------- | -------------------------------------------------- | ----------------------- |
| 155 간석 연천 방면              | ● 수도권 전철 1호선 경원-경인선 완행 · 경원선 급행 | 157 도화 인천 방면      |
| 154 동암 용산 방면              | ● 수도권 전철 1호선 경인선 급행                    | 158 제물포 동인천 방면  |
| 152 부평 용산 방면              | ● 수도권 전철 1호선 경인선 특급                    | 160 동인천 방면         |
| 인천 도시철도 2호선             |                                                    |                         |
| I217 주안국가산단 검단오류 방면 | ● 인천 도시철도 2호선                              | I219 시민공원 운연 방면 |

## 사진

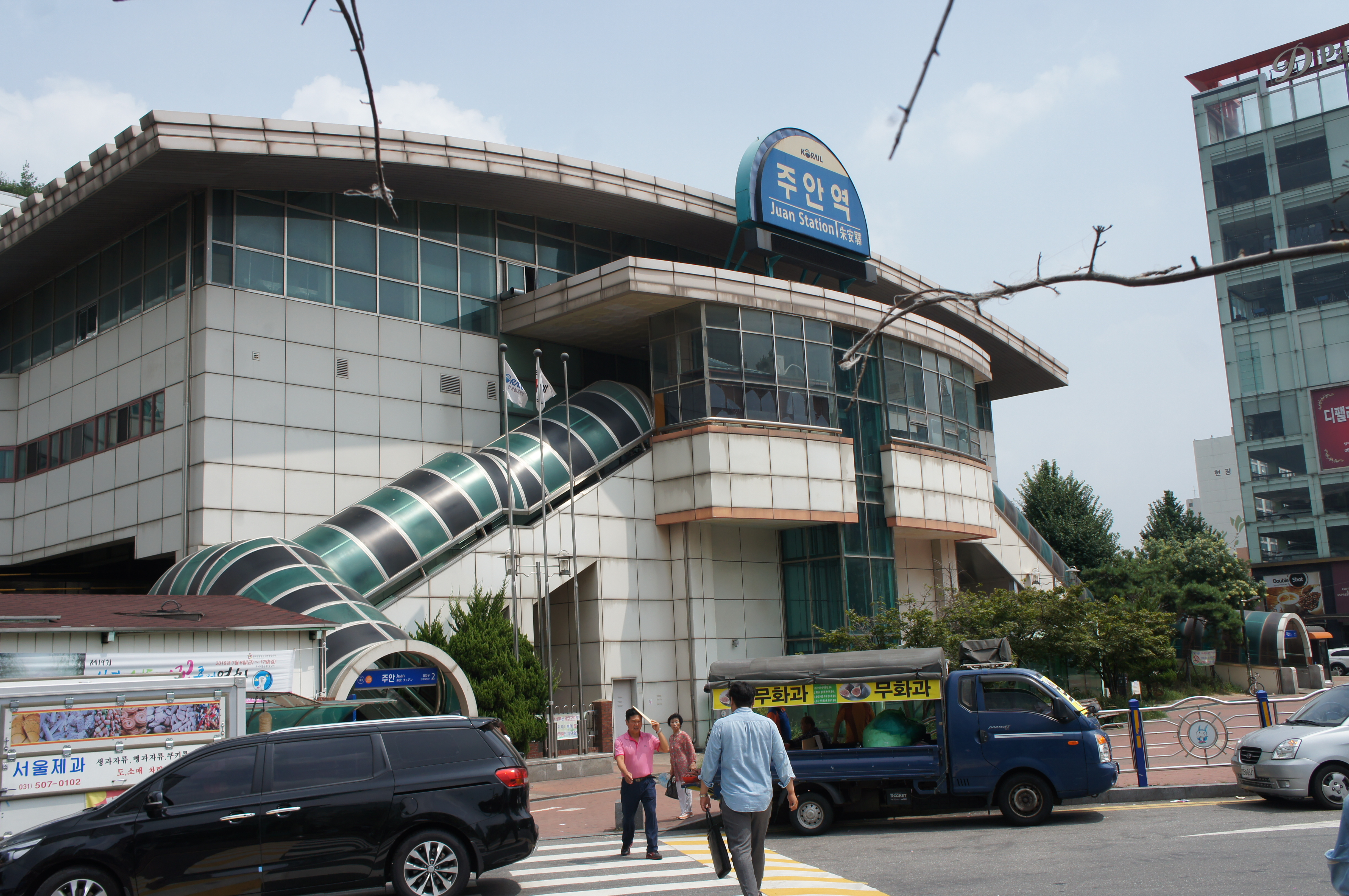
역사
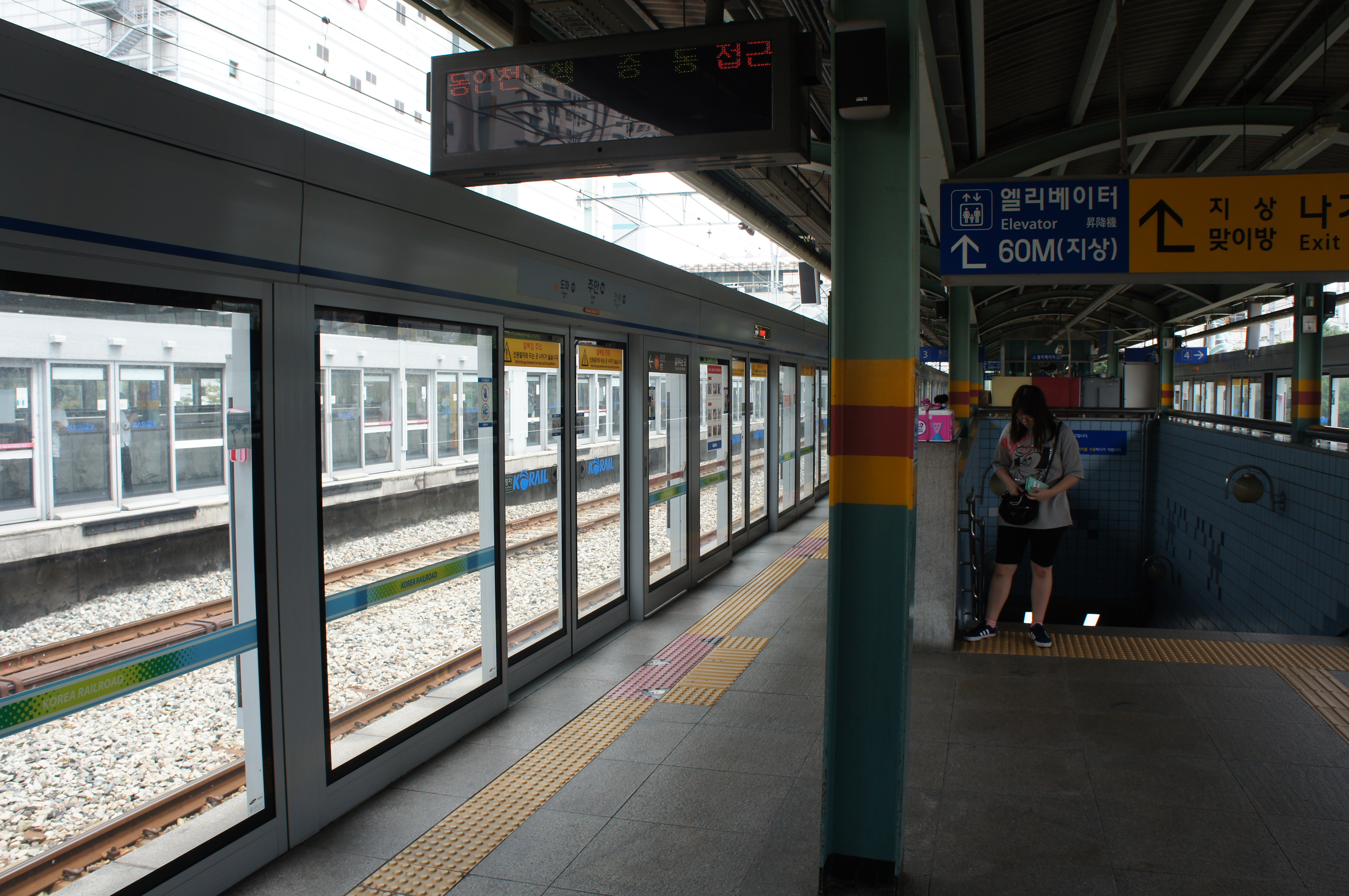
1호선 승강장
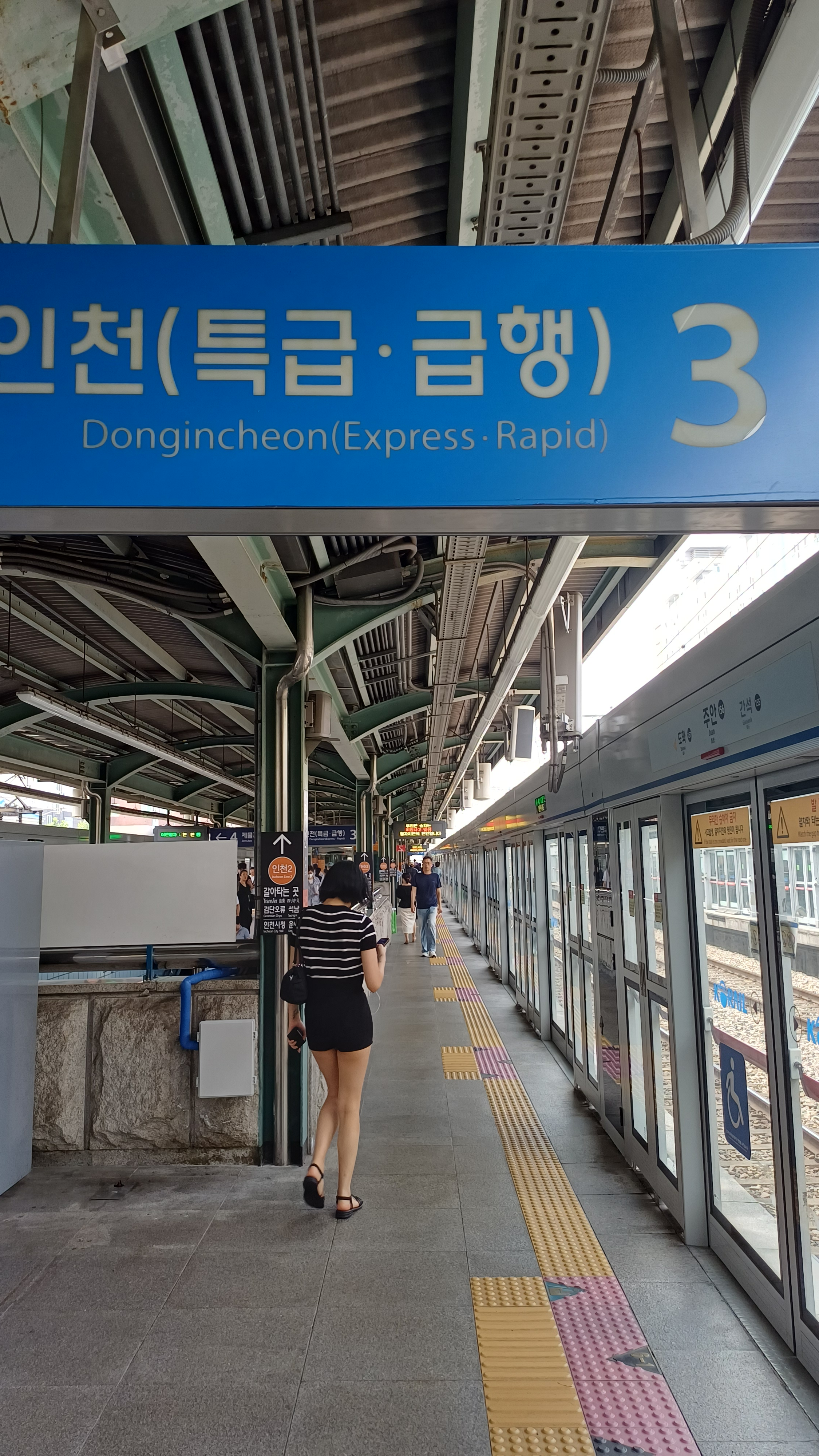
1호선 급행 승강장
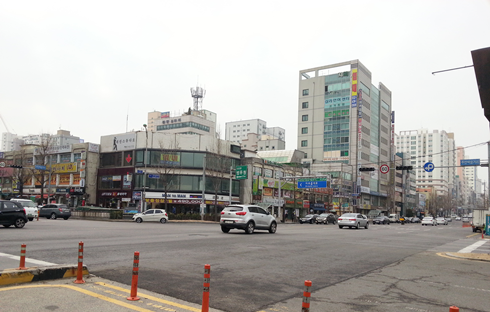
주안역사거리
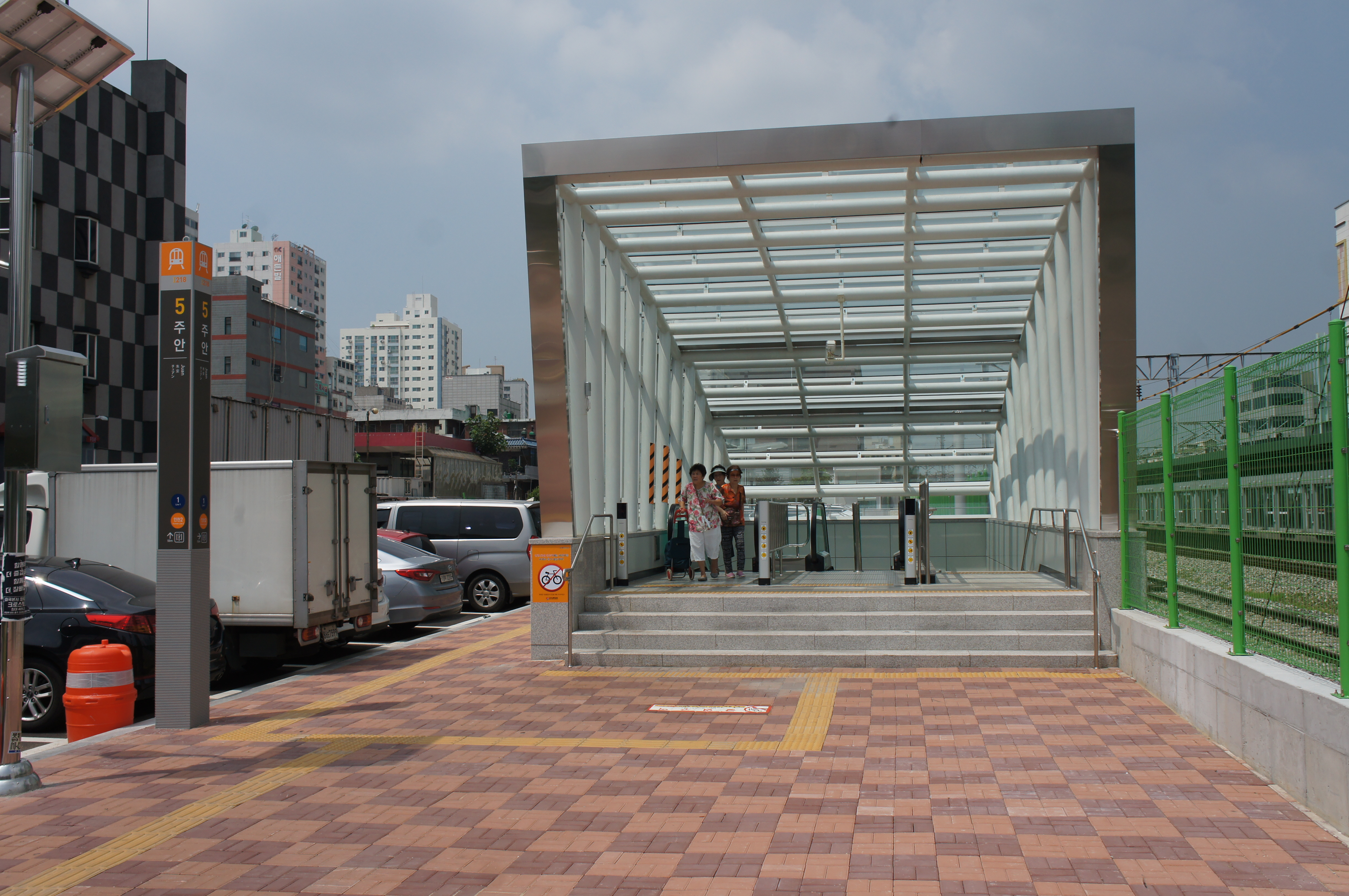
5번 출구
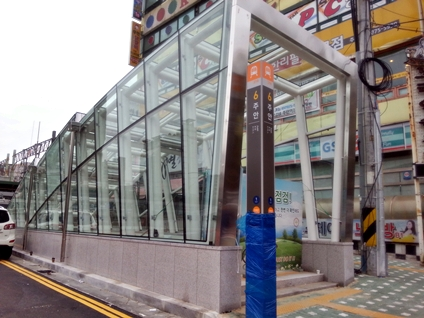
6번 출구
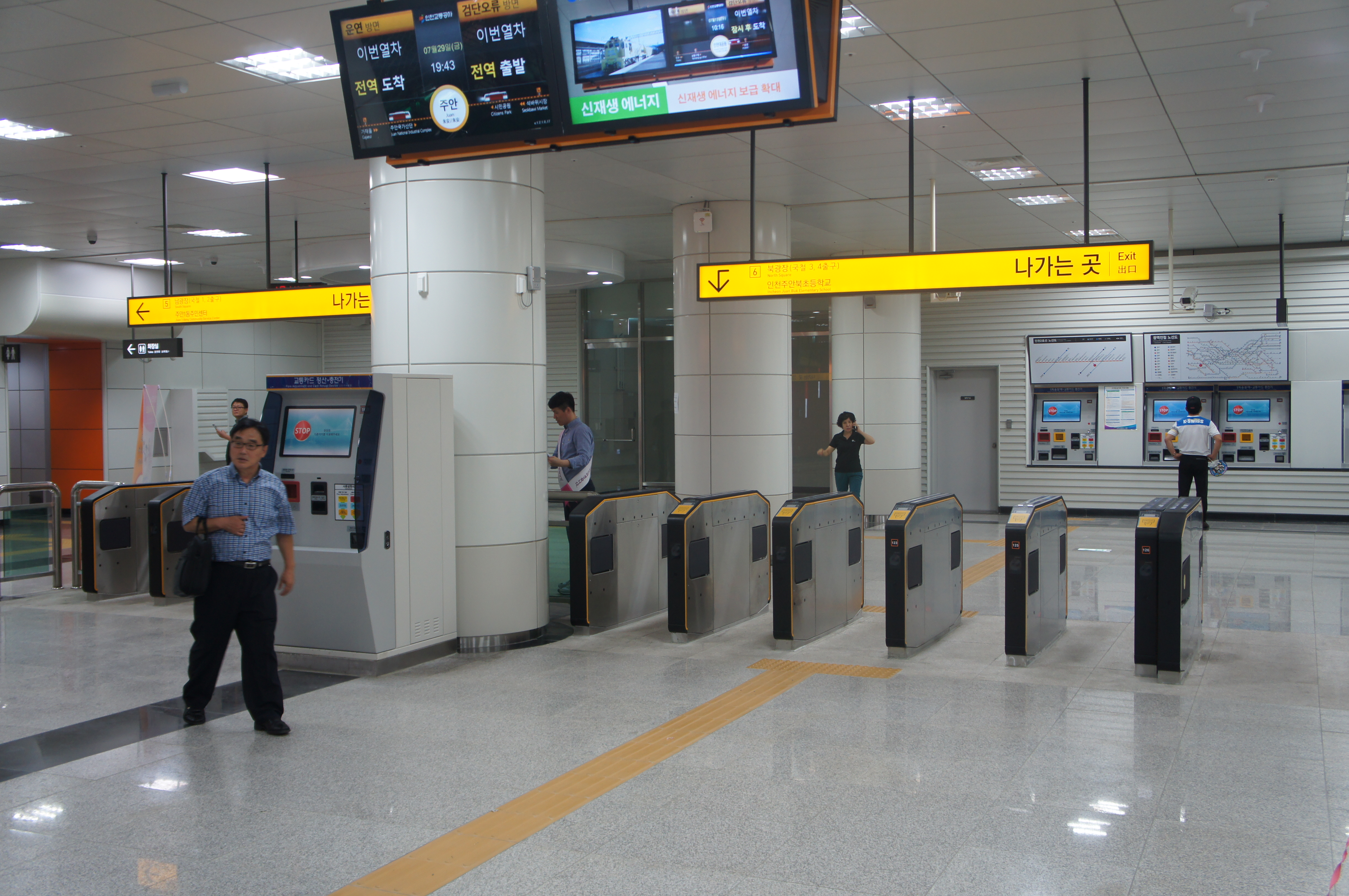
인천 2호선 대합실